# Аделина Исмајли
Аделина Исмајли (алб. Adelina Ismajli; Приштина, 14. децембар 1979) албанска је певачица пореклом са Косова и Метохије, једна од најпопуларнијих међу албанском дијаспором у Црној Гори, Македонији и западној Европи.

## Биографија
Аделина је рођена 14. децембра 1979. у Приштини, која је тада била главни град САП Косово. Њен отац Реџеп Исмајли је технолошки инжењер, а мајка Мона Исмајли библиотекарка. Пре но што је постала Аделинин и Занфирин менаџер, Мона је такође радила као саветник на Филозофском факултету Универзитета у Приштини. Иначе, Занфира је, уз Ему Исмајли, Аделинина млађа сестра.
Сестра Ема је музички образована на пољу класичне музике и свира виолину. Сестра Занфира свира клавир. Завршила је Правни факултет Универзитета „Фама“, а, као и Аделина, тренутно је певачица.
Са пет година, Аделина је кренула у две школе — Основну школу „Елена Ђика“ и Основну музичку школу „Пренк Јакова“, смер клавир. Касније је завршила гимназију и дипломирала на приштинској Академији ликовне уметности. У међувремену је постала запажена поп певачица.

## Почеци рада
Године 1985, када је имала шест година, Аделину је учитељ клавира, Мађар Илдико Јунику, похвалио као талентовану за певање и плес. На његово инсистирање Исмајлијева је примљена у Дечји хор Радија Приштина. Касније исте године, Аделина је са песмом Ne jemi bukuria e atdheut самостално наступила на фестивалу „Акорди Косова“ (Akordet e Kosovës). Освојила је прво место, награду жирија и награду публике „Златна окарина“ (Okarina e arte).
Годину касније, на истом фестивалу је наступила певајући песму Pink Panter. Исте године је са песмом  наступала на Дечјем фестивалу у Сарајеву, на коме је добила награду „Најбољи наступ“. Као додатну награду за успешан наступ, Радио-телевизија Приштина је Аделини понудила снимање албума. Сем издавања албума, Исмајлијева је учествовала и у снимању емисије „Дечја акордијада“ (Akordiada e fëmijëve) и радијског програма „Дечја поезија“ (Poezi e fëmijëve).
Следеће, 1987. године, на „Акордима Косова“ Исмајлијева је певала песму Tavolina e gjorë. По трећи пут је освојила прву награду. Исте награде је освојила и на Сарајевском фестивалу. Те године је наступала и у Новом Саду. Након тога, објављен је њен други албум Cunga Llunga после кога је уследила трогодишња пауза.
Након паузе, једанаестогодишња Аделина наставља каријеру издавши трећи албум Ne jemi bukuria e atdheut. Уз помоћ продуценткиње Виолете Реџепагић, она издаје видео-диск са десет песама и адекватних дечјих спотова. Уз песме, купци су добили и кратки документарац у којем Исмајлијева говори: Молим вас, зауставите буку хеликоптера. Желимо да певамо, излазимо напоље. Желимо наше детињство назад. То је био период пред рат на Косову и Метохији.
Исте године, Аделина наступа на Фестивалу Радио-теливизије Албанија са песмом Mos ma gjuej dielin me gure. Иако је у питању такмичење за одрасле, жири је направио изузетак и пустио је да учествује. Исмајлијевој је доделио и награду Најбољи дебитант. Следеће, 1992. године, издат је и њен четврти албум S`kam adrese e po bie shi у режији Исе Ћосје.
Након две године, америчка хуманитарна организација „Пис чајлд“ позвала је Аделину да учествује у њиховим концертима. Тако је ова петнаестогодишњакиња са песмом  наступала у државама средње Европе. На главном концерту у Чешкој, бивши председник Чехословачке Вацлав Хавел Аделини је током наступа дао букет цвећа. Услед распада Југославије, уз остале учеснике концерта са тих простора, и Исмајлијева је послата кући, па није могла добити главну награду пројекта — школарину за САД.

## Мис Косова
Након повратка у Приштину, њена сестра Занфина и Аделина праве ремикс албанске песме Rroka mandolinen. Њих две овој народној песми додају елементе репа. Пети албум Fore Аделина је издала 1995, а са којег се издваја песма Me motorar, за коју је у Немачкој снимљен спот у режији Басфорта Хибиса.
Годину 1997. обележио је шести албум 100% zeshkane. Иако је имала само шеснаест година, Исмајлијева пева о политичким и социјалним темама. Водећа песма са албума има пацифистичку ноту. Од тада, Аделина је јавно подржавала мирно протестовање против српских власти — политику Ибрахима Ругове кога је ценила. Исте године је учествовала и у неколико кинематографских пројеката.
Ова година је за Исмајлијеву била успешна, јер је учествовала на Избору за Мис Косова. Јуна те године проглашена је за победницу конкурса. Како није могла да наступа за непостојећу државу, добила је позив да уместо тога представља Албанију у „Избору за Мис глобуса“ који се одржава у Истанбулу (не поистовећивати за Мисом света, Земље и универзума). Међутим, како је на такмичење морала отићи држављанка Албаније, Аделина је дисквалификована.
Исмајлијеви одлазе у Албанију. Аделина је у Тирани учествовала на више музичких фестивала од којих су најзапаженији Фестивал Радио-телевизије Албанија и „Кенга мађике“ (алб. Kënga Magjike — чаробна песма). На овим фестивалима, она је певала обучена у египатску краљицу и часну сестру, носећи мајицу са панк натписима, провидну хаљину и друге изванредне костиме. Подржавала је и партију Салија Берише на албанским парламентарним изборима.
Како због рата није могла да се врати на Косово до краја 1999, Аделија је отишла у Македонију. Тамо је снимила песме за албум S`jam Sex Bomb. Током рата, кућа Исмајлијевих је уништена, али они одлучују да се ипак не одселе у инострантсво. У том периоду је снимљен спот за песму .
За фестивал Кенга мађика 1999, Аделина је ноћ пред финале скратила косу, офарбала је у боје дуге, а за наступ је обукла рокерско одело. Певала је песму Fuck the Government, којом критикује радикалну политику. Због таквог изгледа, добила је награду „Најбољи имиџ“. Исте године је певала песме Lavdi Ushtari Im и Sajzeza као гошћа Ди-џеју Бобоу на његовом концерту у Швајцарској. Следеће године је издала промотивне снимке за све песме са новоиздатог седмог албума Nuk jam sex bombë.

## Популарност
У двадесетпрви век, Аделина је ушла подједнако бавећи се музиком и водитељством и глумом. Она је 2001. постала заштитно лице куће Лабија и водитељка програма Labia Gezuar. Обучена у Лару Крофт глумила је у реклами за Роту. Играла је и преко петнаест различитих улога у серијалу Gezuar me Qumilin, као и главну улогу филма Mahalla jon?. Југословенски глумац албанског порекла Фарук Беголи је за новогодишњи број часописа Теута изјавио: Аделина Исмајли и Џејлане Годанци су најбоље албанске глумице.
Исмајлијева 2003. издаје осми албум Prej fillimit. Услед песама разноликог карактера, као што су националистичка Skënderbeu и прохомосексуална Shokut tim, неке диструбутерске куће одбијале су да Аделинине песме пуштају на својим медијима, те се у том периоду она концентрисала на хуманитарне концерте. Саботаже на политичком нивоу досезале су до тога да су певачицине мајка и сестре нападнуте у бекстејџу током једног од концерата. Аделина их је физички одбранила, па ју је Пришниски градски суд прогласио невином. Но, то је није спречило да освоји награду Најбољи од најбољих на Журми.
Следеће године, Аделина учествује у предизборној кампањи за Демократску лигу Косова. Последњи дан пред предизборну тишину, на Радију Дренас, заказан је интервју са Исмајлијевом од десет поподне до поноћи. Услед „интереса гледалаца“, пренос се завршио тек у пола три у ноћ пред изборе. Одржала је и концерт подршке Рамушу Харадинају. Ибрахим Ругова ју је тада похвалио: Аделина Исмајли је симбол нове демократске генерације која се појављује у региону. Била је прва пратиља на Избору за Мис Косова. Исте године, учествовала је у снимању комичног кратког филма Stupcat, где је лајтмотив њена песма Adelinë moj Adelinë.
Године 2005, Исмајлијева издаје девети албум Mbretereshë e robëreshë. Запажена песма са албума је Dy motra, një frajer, дует са сестром Занфином. Певала је као гост на концерту турског певача Ибрахима Татлисеса, пред 80.000 људи у Стадиону Приштина. За песме са новог албума, Аделина је на „Журми“ добила награде „Најбољи дует“ и „Најбоља песма“. Први пут је отишла и у САД.
Следеће године, Аделина је прославила двадесетогодишњицу каријере. Ипак, исте године је изјавила да ће по препоруци доктора паузирати бављење музиком. Сем тога, умрла је њена бака, која јој је увек била подршка и мотивација. Године 2007, издат је спот за песму Mirëdita, док је исте године убијен њен пријатељ, иначе полицајац. Исмајлијева је, као мера предострожности, до краја године била окружена телохранитељима.

## Повратак
Када се мислило да је Аделина напустила јавни живот заувек, она је 2008. опет почела организовати хуманитарне концерте. Одложила је оне за које је добијала претње да ће бити постављање бомбе. Издала је јубиларни десети албум Feniks. Певала је на коцерту „Мајка Тереза у Приштини“, организованом поводом проглашавања независности Републике Косова 17. фебруара 2008. Била је специјални гост у албанском издању ријалити-шоуа Велики брат.
За Нову 2009. годину, на тргу Улциња организован је „Аделина шоу“, након кога је певачица добила почасно грађанство овог града. Током године, Аделина за Кохавижон снима емисију о пинапу, а одлази и на европску турнеју. Европска турнеја се шири на светску, па она наступа и у Њујорку. Постала је члан швајцарског „Удружења за заштиту ауторских права“. Европску турнеју одликују 32 концерта са по 2.500 гледалаца просечно, а америчку шест концерата са 2.000 слушалаца.
Исте године, Исмајлијева је снимила спот за песму Tribalb. Композиција је освојила четири награде — „Денс песма године“, „Посебна награда жирија“, „Топ један“ и „Снимак године“. Спот је критикован због Аделининог оскудног одела и верских симбола. Признање „Награда публике“ Аделина је добила на фестивалу „Кенга мађике“. За Нову 2010. годину, певала је у Цириху пред 3.600 слушалаца. Од тада је заступа „Илијада ентертејнмент“, швајцарско-албанска музичка кућа чији је саоснивач и сама Аделина.
У другој деценији двадесет и првог века, каријера Исмајлијеве почиње да се интензивно развија и ван Албаније и Косова. Она одржава концерте у Црној Гори и Македонији, али и у Француској, Немачкој и Швајцарској. Такође је током 2010. одржала концерт у Дреници, регији коју због политичких претњи није већ пет-шест година до тад посетила. Након те турнеје, Аделина се преселила у Париз, где и даље живи и ради.